# Atlantohadros
"Atlantohadros", más comúnmente conocido como el "hadrosaurio de Merchantville", es un dinosaurio hadrosáurido encontrado en rocas de la Formación Merchantville en el noreste de los Estados Unidos. El nombre estaba destinado a usarse en esa publicación, pero se eliminó por razones desconocidas. Las versiones iniciales de Brown en 2021 contenían la palabra "Atlantohadros" superpuesta sobre el "Taxón de Merchantville" en un cladograma, las correcciones posteriores han borrado por completo el nombre del género.
Se descubrieron tres especímenes a 8 kilómetros al noroeste de Freehold, cerca de la línea del municipio de Manalapan-Marlboro en el condado de Monmouth durante la década de 1970. Estos son YPM VPPU.021813, YPM VPPU.021813 y AMNH 13704YPM VPPU.021813, posiblemente pertenecientes al mismo individuo que YPM VPPU.021813 por similar meteorización, tamaño y mismo horizonte. Estos especímenes consisten en ambos coracoides, ambos omóplatos, un fémur, una tibia proximal fragmentada y un dentario de un molde del espécimen, el original probablemente perdido en el catálogo del Museo de Yale pertenecientes a un espécimen adulto, así como una costilla, un fémur y porciones de huesos largos en el juvenil. AMNH 13704, id un dentario parcial de un perinato probable. Los huesos dispersos asociados con estos incluyen un cuadrado, varias porciones maxilares parciales, un yugal parcial, fragmentos del techo del cráneo y varios fragmentos de costillas.